# Ofelia Uribe de Acosta
Ofelia Uribe de Acosta, född 1900, död 1988, var en colombiansk rösträttsaktivist och författare. Hon var aktiv i rösträttsrörelsen i Colombia. 
Hennes föräldrar var lärare. Hon var som vuxen verksam som lärare, och gifte sig 1926 med advokaten Guillermo Acosta, brorson till den tidigare liberala presidenten general Santos Acosta. 
Hon stödde 1930 den liberala presidenten Enrique Olaya Herrera, som förväntades utöka kvinnors rättigheter. I december 1930 deltog hon i den fjärde konferensen för International League of Iberian and Hispanic American Women, som arrangerades av Georgina Fletcher i Bogotá. 
Vid denna tid, efter fyrtio års konservativt styre, hade kvinnor i Colombia fortsatt samma rättigheter som under 1800-talet, då gifta kvinnor stod under sin makes förmynderskap och inte kunde studera, arbeta eller hantera sin egendom utan hans tillstånd. Hon deltog i den nu framväxande rörelsen till förmån för lagen för kvinnors rättigheter, en rörelse ledd av Clotilde García Borrero, som skulle bära frukt med godkännandet av lag 28 från 1932, samt främja normer relaterade till utbildning av kvinnor och deras inträde på universitetet som skulle ge upphov till dekret 1874 av 1932 och 227 av 1933. Den konstitutionella reformen som godkändes 1936 under Alfonso López Pumarejos första regering gav kvinnor rätten att inneha jobb som innebar auktoritet eller jurisdiktion, vilket öppnade offentliga positioner för de första kvinnliga advokaterna som började ta examen från universitet. 
Med början 1944 växte rörelsen för kvinnors fulla medborgerliga rättigheter snabbt. Medan många av de helt nya yrkesverksamma som tog examen från colombianska fakulteter gick med i Colombian Women's Union (UMF) av Rosa María Aguilera och Ilda Carriazo, grundade socialisten Lucila Rubio de Laverde Colombian Women's Alliance som riktade sig till arbetare och kvinnor från populära sektorer, med stöd av det demokratiska socialistpartiet under ledning av Diego Montaña Cuéllar, Gilberto Vieira White och Diego Luis Córdoba, expanderade det genom hela hela landet. I oktober 1944 grundade Ofelia Uribe tidningen Agitación Femenina tillsammans med andra kvinnor från Tunja, som skulle ges ut månadsvis fram till 1946 och fungerade som organ för Union Femenina de Colombia. 